# Baruch Spinoza
Baruch Spinoza (Ámsterdam, 24 de noviembre de 1632-La Haya, 21 de febrero de 1677) fue un filósofo neerlandés de origen sefardí. También se le conoce como Baruj, Bento, Benito, Benedicto o Benedictus (de) Spinoza o Espinosa, según las distintas traducciones de su nombre basadas en las hipótesis sobre su origen. Fue uno de los principales pensadores de la Ilustración, de la crítica bíblica moderna y del racionalismo del siglo XVII, incluyendo concepciones modernas del ser y del universo. Heredero crítico del cartesianismo, es considerado uno de los tres grandes racionalistas de la filosofía del siglo xvii, junto al francés René Descartes y el alemán Gottfried Leibniz, con quien además tuvo una pequeña correspondencia. Llegó a ser considerado «uno de los filósofos más importantes —y sin duda el más radical— de principios de la Edad Moderna».Inspirado por el estoicismo, el racionalismo judío, la obra de Maquiavelo, Hobbes, Descartes y diversos pensadores religiosos heterodoxos de su época, Spinoza se convirtió en una de las principales figuras filosóficas del Siglo de Oro neerlandés.
Spinoza fue criado en la comunidad judío-portuguesa de Ámsterdam. Mientras era un miembro activo de la sinagoga, Spinoza desarrolló ideas muy controvertidas con respecto a la autenticidad de la Biblia hebrea y la naturaleza de la única divinidad, y cuestionó la autoridad rabínica, si bien mantuvo sus ideas en secreto hasta 1655. Las autoridades religiosas judías emitieron un cherem en su contra, lo que provocó que fuera expulsado y rechazado por la sociedad judía a los veinticuatro años (1656), coincidiendo con el momento en que colapsó el negocio familiar. Luego residió en La Haya, donde se dedicó a trabajar como pulidor de lentes, colaborando en diseños de lentes para microscopios y telescopios con Constantijn y Christiaan Huygens. 
Spinoza adquirió fama internacional y, con la publicación del Tractatus Theologico-Politicus en 1670, notoriedad, empezando una larga correspondencia con diferentes figuras, entre ellos Henry Oldenburg, secretario de la Royal Society de Londres. Spinoza solo publicó dos libros en vida: Los Principios de la filosofía de Descartes (escrito inicialmente para un joven de quien era tutor informal, publicado en 1663) y el Tractatus Theologico-Politicus, publicado anónimamente en Ámsterdam, pero que pronto se hizo muy célebre y que le trajo a Spinoza muchas críticas una vez se supo que era el autor.Spinoza rechazó recompensas y honores durante toda su vida, incluidos prestigiosos puestos como docente. Murió a los 44 años, en 1677, de una enfermedad pulmonar, quizá tuberculosis. Sus manuscritos fueron retirados de su casa para evitar que fueran destruidos y un grupo de colaboradores preparó su obra póstuma para publicarla en latín y neerlandés. Esta obra póstuma contenía la Ética, una de las obras más importantes e influyentes de la filosofía occidental, así como el inacabado Tractatus Politicus, algunas obras menores y correspondencia importante. Como describe Honderich, las opiniones de Spinoza eran tan conocidas que en sus obras póstumas su nombre aparecía solo como B.D.S. Otras dos obras suyas fueron publicadas después. En junio de 1678 —poco más de un año después de la muerte de Spinoza— los Estados de Holanda prohibieron todas sus obras, debido a que «contienen muchas proposiciones profanas, blasfemas y ateas». La prohibición incluía la posesión, lectura, distribución, copia y reformulación de los libros de Spinoza, e incluso la reelaboración de sus ideas fundamentales. Poco después (1679/1690) sus libros fueron incluidos en el Índice de Libros Prohibidos de la Iglesia católica.
La filosofía de Spinoza abarca casi todos los ámbitos del discurso filosófico,incluyendo la metafísica, la epistemología, la filosofía política, la ética, la filosofía de la mente y la filosofía de la ciencia. Con ella, Spinoza se ganó una reputación duradera como uno de los pensadores más importantes y originales del siglo XVII. Es considerado uno de los principales representantes del racionalismo. Su magnum opus, la Ética, se publicó póstumamente en el mismo año de su muerte (1677). La obra se caracteriza por un racionalismo que se opone al dualismo de mente y cuerpo cartesiano.
Algunos comentaristas han sugerido una interpretación panteísta de la filosofía de Spinoza, al sostener que existe una identificación entre la única realidad (sustancia) y «Dios» o «Naturaleza» (panteísmo) . En esta interpretación la realidad es eterna, infinita y perfecta, pero muy distinta del dios personal del teísmo clásico, y todas las cosas en el universo son simples «modos» de Dios,  por ello, todo lo que existe tiende a perseverar en su ser (conato), en el caso del ser humano se manifiesta como el deseo de vivir según el dictamen de su razón.
Otros comentaristas han sugerido una interpretación panenteísta de su filosofía, ya que según el filósofo holandés, todo existe en Dios y el Ser supremo no se fusiona ni con el mundo ni con la totalidad de sus manifestaciones. Spinoza mantiene la distinción escolástica entre natura naturans (Dios como principio del ser y de la vida irreductible a cualquier entidad particular) y natura naturata, que es el conjunto de modos infinitos y finitos. 
En su Tratado teológico-político (1670) analizó críticamente la religión judeocristiana, y defendió la «libertad de filosofar» y la democracia. Su teoría política unificaba la finalidad del Estado y los fines del individuo (preservar su ser racional) mediante el orden social, la autoridad política y las leyes.
Spinoza fue atacado con frecuencia por sus opiniones políticas y religiosas. Sus contemporáneos lo llamaban con frecuencia «ateo», aunque no negó en ninguno de sus trabajos la existencia de Dios. Hostigado por su crítica de la ortodoxia religiosa, sus libros fueron incluidos en el Index librorum prohibitorum de la Iglesia católica (1679). Su obra circuló clandestinamente hasta que fue reivindicada por grandes filósofos alemanes de principios del siglo xix: «Schleiermacher […] Hegel, Schelling proclaman todos a una voz que Spinoza es el padre del pensamiento moderno». Sus logros filosóficos y morales llevaron a Gilles Deleuze a nombrarlo «el príncipe de los filósofos».

## Biografía

### Orígenes familiares
Nació en Ámsterdam (Países Bajos) en 1632, procedente de una familia de judíos sefardíes emigrantes de la península ibérica, que huía de la persecución religiosa («marranos»).
Sus raíces familiares se encuentran en Espinosa de los Monteros, donde el apellido de sus parientes era «Espinosa de Cerrato». Los Espinosa fueron expulsados de Castilla por el decreto de los Reyes Católicos del 31 de marzo de 1492, y decidieron instalarse en Portugal. Allí fueron obligados a convertirse al catolicismo para seguir permaneciendo en el país cuando Manuel I de Portugal, el Afortunado, se casó con Isabel de Aragón, primogénita de los Reyes Católicos, y ordenó a los judíos que ocupaban posiciones importantes en el país que se bautizasen a la fuerza (médicos, banqueros, comerciantes, etc.). En esa época ciento veinte mil judíos se convirtieron y los Espinosa pudieron vivir en paz hasta que la Inquisición se estableció en Portugal alrededor de cuarenta años más tarde.
Gabriel Álvarez, bisabuelo paterno de Spinoza, fue condenado a muerte el 20 de agosto de 1597 por la Inquisición portuguesa, aunque dicha pena fue conmutada por una de galeras. Su yerno, Isaac de Espinosa, el abuelo de Spinoza, marchó a Nantes, donde su presencia se atestigua en 1593, pero no se quedó allí pues el judaísmo estaba oficialmente proscrito y por la hostilidad existente hacia los «marranos» y, en especial, hacia los portugueses. Aparentemente expulsado en 1615, llegó con su familia a Róterdam, donde falleció en 1627.
Su padre, Miguel de Espinosa (h. 1587/88-1649), fue un mercader reputado y un miembro activo de la comunidad judaica (sinagoga y escuelas judías). Nació en Vidigueira (Portugal), pocos años antes de la partida de la familia a Nantes. Miguel, al igual que su hermano Manuel, se mudó de Róterdam a Ámsterdam alrededor de 1623, posiblemente por invitación de su tío Abraham, quien lo casó con su hija Raquel. Miguel y Raquel tuvieron dos hijos, pero ninguno de ellos sobrevivió. Raquel falleció el 21 de febrero de 1627. Poco después, volvió a casarse con Hanna Deborah Senior, hija del comerciante portugués Henrique Garcés, conocido como Baruch Senior, de quien recibió el nombre Baruch Spinoza, y de Maria Nunes, conocida como Miriam Senior.

### Educación
Spinoza se educó en la comunidad judía de Ámsterdam, donde había tolerancia religiosa, pese a la influencia de los clérigos calvinistas. A pesar de haber recibido una educación ligada a la ortodoxia judía, por ejemplo, con la asistencia a las lecciones de Saúl Levi Morteira y del rabino Menasseh Ben Israel (el hombre que negociara con Cromwell la vuelta de los judíos a Inglaterra), demostró una actitud bastante crítica frente a estas enseñanzas y fue autodidacta en matemáticas y filosofía cartesiana, con la ayuda de Franciscus van den Enden, quien le dio no solo lecciones de latín desde los dieciocho años, sino de «nueva ciencia» instruyéndolo en las ideas y obras de Copérnico, Galileo, Kepler, Harvey, Huygens y Descartes.
Leyó también a Thomas Hobbes, Lucrecio y Giordano Bruno, y estas lecturas lo fueron alejando de la ortodoxia judaica. A esto, se le pueden sumar las influencias del grupo de los collegianten (colegiantes), cristianos liberales protestantes neerlandeses, así como de heterodoxias judías hispano-portuguesas representadas principalmente en las figuras de Juan de Prado y Uriel da Costa.

### Expulsión de la comunidad judía

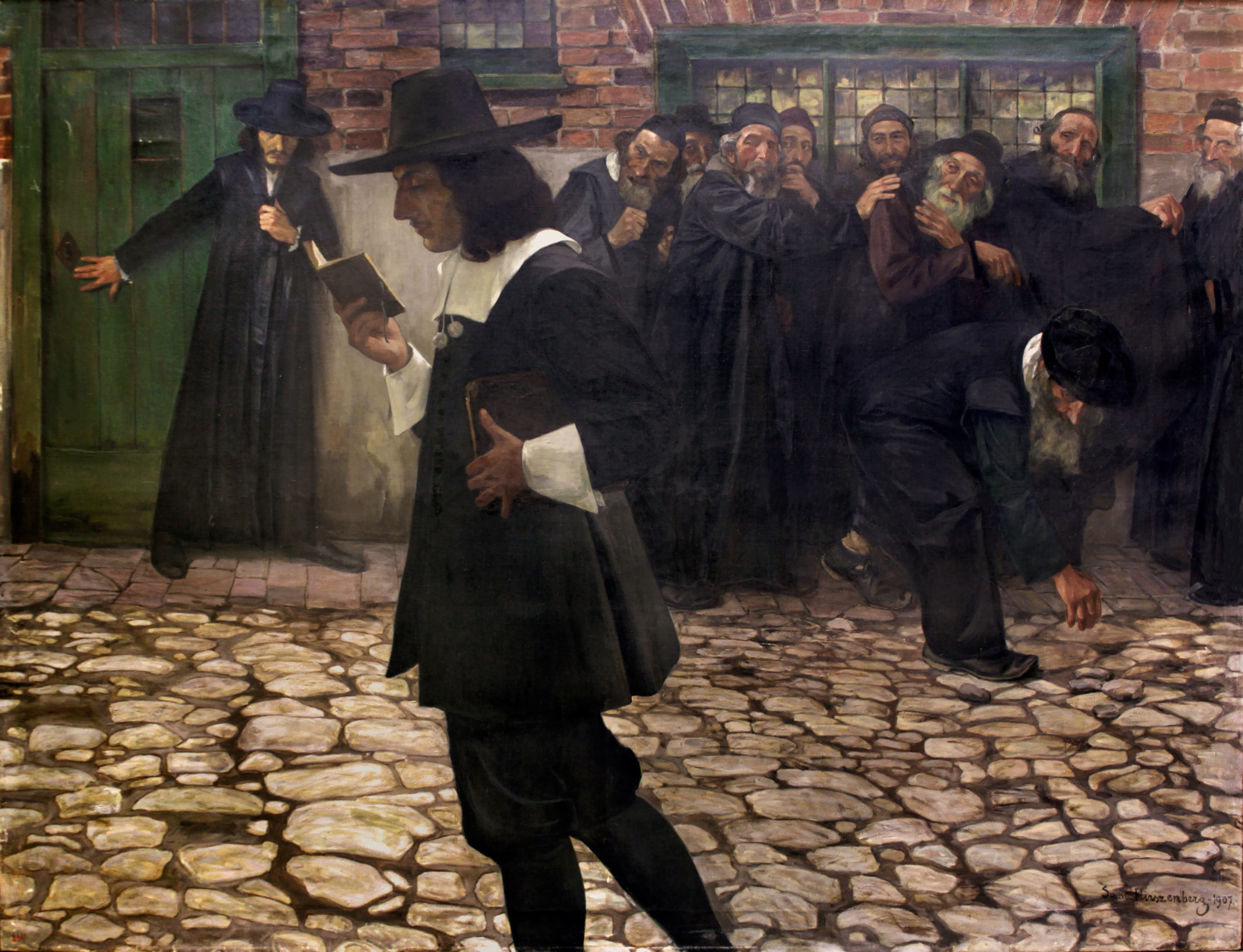
Pintura de Samuel Hirszenberg (terminada en 1907), representando el rechazo frente al filósofo por parte de los judíos en Ámsterdam.

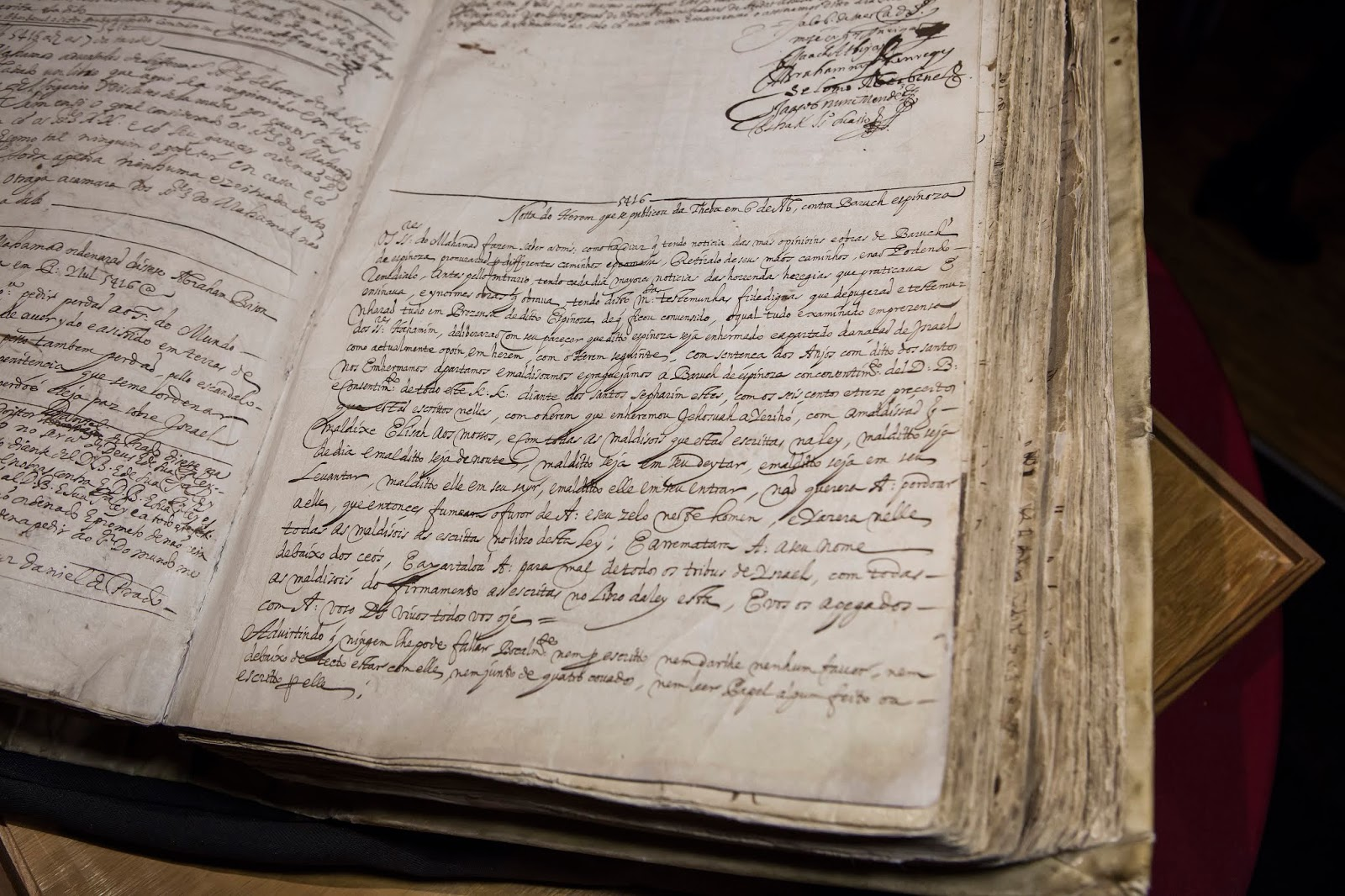
El Libro de los acuerdos de la Nación, donde se detalla la expulsión del pensador realizada el 27 de julio de 1656.

Muerto su padre en 1654, el filósofo no tuvo ya que mantener oculto su descreimiento por respeto a la figura paterna.[cita requerida] Entonces se vio implicado en un proceso con su hermanastra respecto de la herencia de su padre. Habiendo ganado Baruch, renunció sin embargo a su cuantiosa herencia, tomando solamente «una buena cama, con su lino». En el curso del pleito fue puesta en cuestión la ortodoxia de Spinoza. Los líderes de la sinagoga le ofrecieron una pensión de nueve mil florines si dejaba a Van den Ende y volvía al judaísmo ortodoxo; pero Spinoza no transigió y, el 27 de julio de 1656, la congregación de Talmud Torá de Ámsterdam emitió una orden de cherem (en hebreo: חרם, una especie de prohibición, rechazo, ostracismo o expulsión) contra Spinoza, por entonces de veintitrés años. El anatema en cuestión fue escrito en portugués originalmente, la traducción de varios fragmentos del texto es la siguiente:

[…] desde hace mucho [se tenía] noticia de las equivocadas opiniones y errónea conducta de Baruch de Spinoza y por diversos medios y advertencias han tratado de apartarlo del mal camino. Como no obtuvieran ningún resultado […] resolvieron […] que este fuera […] expulsado del pueblo de Israel, según el siguiente decreto […]: […] expulsamos, execramos y maldecimos a Baruch de Spinoza […] ante los Santos Libros de la Ley con sus [seiscientas trece] prescripciones, con la excomunión con que Josué excomulgó a Jericó, con la maldición con que Eliseo maldijo a sus hijos y con todas las execraciones escritas en la Ley. Maldito sea de día y maldito sea de noche; maldito sea cuando se acuesta y maldito sea cuando se levanta; maldito sea cuando sale y maldito sea cuando regresa. Que el Señor no lo perdone. Que la cólera y el enojo del Señor se desaten contra este hombre y arrojen sobre él todas las maldiciones escritas en el Libro de la Ley. […] Ordenamos que nadie mantenga con él comunicación oral o escrita, que nadie le preste ningún favor, […] que nadie lea nada escrito o trascripto por él.
El cherem contra Spinoza en el Libro de los acuerdos de la Nación.

Luego fue desterrado de la ciudad, la cual estaba dividida en dos grupos:
- asquenazíes: judíos procedentes de Europa Central que, al sufrir fuertes persecuciones durante la Edad Media, emigraron en masa hacia Europa Oriental, pero también a los Países Bajos e Inglaterra.
- sefardíes: judíos expulsados de la península ibérica y grupo al cual Spinoza pertenecía. Era un grupo parcialmente influido por la tradición humanista.

Los asquenazíes constituían un grupo cerrado. En algún momento histórico parece que sus normas fueran más ortodoxas y rígidas que las de los sefardíes. Era el grupo mayoritario en Ámsterdam.
Como señala Honderich, las opiniones difieren respecto a por qué se tomaron medidas tan fuertes sobre contra él, siendo una opinión que la posición religiosa de los marranos (que tenían que vivir como cristianos de puertas para afuera) había fomentado escepticismo y laxitud entre la práctica judía y que los rabinos sintieron que debían afirmar la unidad religiosa de su comunidad atacando sus posiciones, mientras que otros sugieren que los rabinos querían confirmar a las autoridades de la ciudad que la comunidad judía estaba comprometida con el mismo teísmo básico que los cristianos.
Tras la expulsión, se retiró a un suburbio en las afueras de la ciudad y escribió su Apología para justificarse de su abdicación de la sinagoga, obra perdida que algunos autores consideran un precedente de su Tratado teológico-político (TTP). Además, mantuvo su trato con los grupos cristianos menonitas y colegiantes, de carácter cristiano bastante liberal y tolerante. 
Conforme a la costumbre judía de tener un oficio con el que mantenerse, había aprendido a pulir lentes de vidrio para instrumentos ópticos, especialmente para su amigo el científico Christiaan Huygens. Aparte de ganarse la vida con esta labor, recibía, según alguno de sus biógrafos, una pensión que le obtuvo su amigo Johan de Witt.

### Redacción de sus obras
En 1660 se trasladó a una casa en Rijnsburg, un pueblo costero cercano a Leyden, que es actualmente un museo consagrado al filósofo y donde redactó su exposición de la filosofía cartesiana, titulada Renati des Cartes Principia Philosophias (Principios de filosofía de Descartes, PPC), con el apéndice de los Cogitata Metaphysica  (Pensamientos metafísicos, CM), editados en el verano boreal de 1663 (ed. latina; en 1664 apareció la inmediata versión neerlandesa); estas fueron las dos únicas obras publicadas con su nombre en vida. Su repercusión fue tan grande que hizo famoso a su autor, cuya vivienda empezó a ser frecuentada por toda suerte de figuras del Siglo de Oro neerlandés, entre ellos Huygens y Jan de Witt. También se cree que fue entonces cuando compuso su Breve tratado sobre Dios, el hombre y su felicidad. Empezó allí una abundante correspondencia con intelectuales de toda Europa, en especial una de quince años con Henry Oldenburg, un diplomático alemán que estaba en Londres y era uno de los secretarios de la Royal Society. En los primeros años de 1660, también empezó a trabajar en su Tractatus de Emendatione Intellectus (Tratado de reforma del entendimiento, TIE) y en la más famosa de sus obras: la Ética (E), terminada en 1675.
En 1663 se trasladó a Voorburg, cerca de La Haya, donde frecuentó los círculos liberales y trabó una gran amistad con el físico Christiaan Huygens y con el matemático y por entonces jefe de gobierno (gran pensionario) Jan o Johan de Witt, quien ofreció su ayuda respecto la publicación anónima de su Tratado teológico-político (TTP) en 1670, obra que causó un gran revuelo por su crítica de la religión. Estas diatribas frente al TTP, y además el bárbaro asesinato (llegaron incluso a comerse parte de su cadáver) de su protector y amigo De Witt en 1672 tras la derrota de la armada holandesa por los ingleses, que fue tomada como un castigo divino a causa de la tolerancia del estadista hacia los descreídos ―crimen condenado por Spinoza con el pasquín Ultimi barbarorum―, lo convencieron de no volver a publicar nuevos libros mientras viviera; las obras circularían en copias sin permiso de impresión y manuscritas entre sus admiradores. En los siguientes años se acentuó su aislamiento y, dado el temor por su propia vida, a principios de 1673 llegaría a negociar «asilo en Livorno» con el gran duque de Toscana por mediación del filósofo Lorenzo Magalotti.

### Últimos años

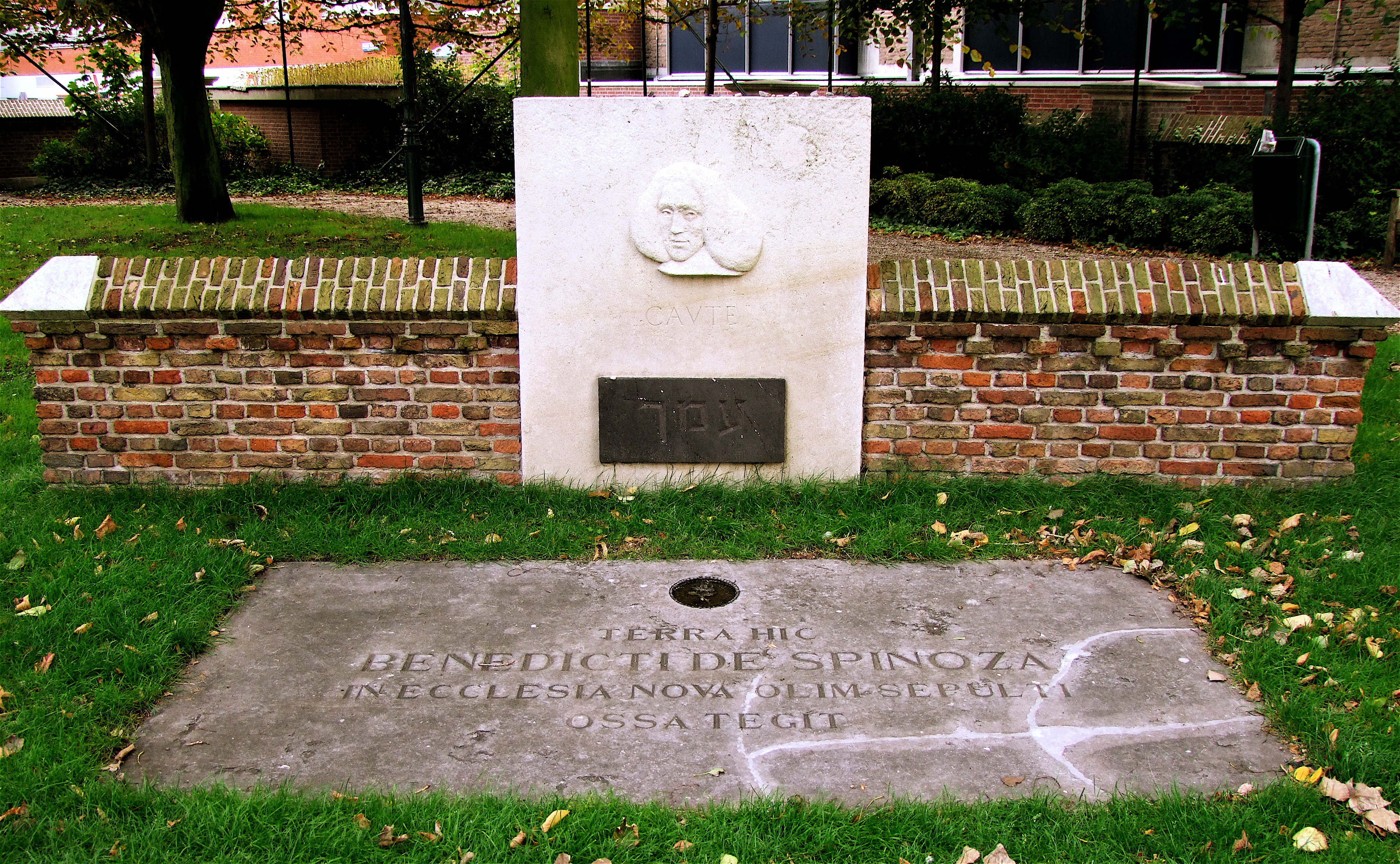
Tumba de Spinoza en la Nieuwe Kerk (Iglesia Nueva) de La Haya.

Desde 1670 hasta su muerte vivió en La Haya. En 1673, Johann Ludwig Fabricius (J. L. Fabritius), profesor de Teología, le ofreció una cátedra de Filosofía en su Universidad (Heidelberg) por encargo del elector del Palatinado; Spinoza no la aceptó, pues, aunque se le garantizaba «libertad de filosofar», se le exigía «no perturbar la religión públicamente establecida». La corte de justicia del régimen surgido tras el asesinato de Johan de Witt prohibió, además, el 19 de julio de 1674, el Tratado teológico-político (TTP). Un intento suyo de publicar su Ética en Ámsterdam fue desbaratado por un informe desfavorable presentado a la autoridad. Concibió entonces el proyecto de confeccionar una Gramática hebrea, antes de emprender una traducción del Antiguo Testamento al holandés, si bien no han llegado a la actualidad ni siquiera los conatos de esa intención, frustrados por la muerte. Un año antes de su muerte fue visitado por Leibniz, pero este negó el encuentro.
Minado por la tuberculosis, falleció el 21 de febrero de 1677 a los 44 años de edad. No concluyó su Tratado político (TP). Un inventario de sus posesiones que se realizó tras su muerte incluía una cama, una mesa pequeña de roble, otra de esquina de tres patas y dos mesas pequeñas, su equipo de pulir lentes, unos ciento cincuenta libros y un tablero de ajedrez. En noviembre de ese mismo año, sus amigos editaron simultáneamente en latín (Opera posthuma, OP) y en neerlandés (Nagelate schriften, NS) todas las obras inéditas que encontraron, incluida su correspondencia. El libro fue incluido en el Index librorum prohibitorum del Vaticano del año 1679.

## Pensamiento

### Epistemología

#### Entendimiento e imaginación
En Spinoza, valga decirlo desde el principio, no hay dualismo. Es decir: alma y cuerpo no son entes separados, sino que se trata de una y la misma cosa, pero vista desde distintas perspectivas (E, III, p2, esc.). Por hipótesis: si el alma no pudiera pensar, el cuerpo estaría inerte y viceversa (ídem). Alma y cuerpo es entonces lo mismo, solo que en el primer término es entendido desde el atributo del pensamiento y en el segundo desde la extensión (ídem). Dicho esto, otra cuestión a resaltar enseguida es que, cada organismo en cuanto persevera en su ser (E, III, p6), puede perjudicarse o no a sí mismo. En otras palabras: puede disminuir o aumentar su potencia de seguir existiendo y de obrar (E, IV, p8). Lo que le favorece y le es útil, es bueno. Lo que le afecta y le hace daño, es malo (ídem). Queda implícito, pero no está de más resaltarlo, que este bien y este mal son relativos para el hombre, pues es él quien juzga qué cosas le son favorables y cuáles no, y podrá preferir entre ellas (E, III, p9,  esc.): ya sea apeteciendo unas o aborreciendo otras (E, IV, p19, dem.).
Dispuestas estas consideraciones, cabe decir que el problema a plantearse seriamente es el de la posibilidad del conocimiento verdadero. Efectivamente ―de forma muy superficial y escueta―, se asume o se presupone que tanto la fantasía como la intelección (por hablar con sinónimos de vez en cuando) determinan qué les atañe, es decir, establecen sus propios límites. Sin ser excesivamente rigurosos, la imaginación se puede entender como cualquier cosa distinta al entendimiento, y que mantiene al alma en un carácter pasivo o contemplativo (TIE, §84). Al contrario, el entendimiento lleva a que el alma pueda obrar, por lo que le da un carácter de actividad (E, III, p3, dem.). En esta medida, aquello que nos es útil aumenta nuestra potencia, que se traduce en que nos eleva y nos libera en cierta manera ―dejando de lado lo finito, de momento―, pues nos hace velar por lo eterno antes que por lo perecedero (TIE, §9). 
La imaginación está referida única y exclusivamente al cuerpo (TIE, §84), y nos arrastra al mismo con todas sus pasiones, por ello nos lleva a padecer. Y por eso también, el amor que promueve hacia las cosas reales y singulares, nos acerca más a la muerte, pues son bienes inseguros e inciertos por naturaleza (Ibíd., §9). Sus ficciones, además, no son producidas por el sujeto como tal, sino que surgen de causas externas que afectan el cuerpo (Ibíd., §84 y §82). Recalcando, entonces, que la imaginación es el opuesto del entendimiento, y que el hilo conductor es la posibilidad y realización de una epistemología, hacen falta algunas precisiones:
1. La imaginación supone tener ideas confusas, es decir, conocer parcialmente las cosas que son un todo (TIE, §63). En otras palabras, que si nos equivocamos, si nos engañamos respecto a algo, se debe a que lo concebimos abstractamente (Ibíd., §75), es decir, de forma parcial, de manera mutilada.
2. Si bien Spinoza hace en el Tratado de la reforma del entendimiento (TIE) la distinción entre tres productos de la imaginación y la experiencia vaga (ideas ficticias, falsas y dudosas), en la Ética (E) habla solamente de ideas inadecuadas.
3. En cuanto se concibe de forma más general cualquier cosa, más se le imagina ―se muestra confusamente―. Y en cuanto se concibe de manera más concreta esa misma cosa, más se le entiende ―se revela claramente― (TIE, §55). General es sinónimo de abstracto, aislado e incluso de universal, cabría decir. Al menos en el contexto específico en el que se ha estado exponiendo las cuestiones.
4. De lo anterior se sigue, además, que mientras menos se entiende más se puede fingir, y viceversa (Ibíd., §58).
5. De nociones abstractas (universales) no se pueden deducir cosas singulares y reales (Ibíd., §80). De modo que la imaginación no puede dar cuenta con propiedad de las cosas existentes. Lo único que engendra es confusión, engaño y duda, y por eso conduce a terribles errores no distinguirla del entendimiento (Ibíd., §87).
6. Lo abstracto y universal interrumpe el progreso del entendimiento (Ibíd., §99). Esto no quiere decir, ni mucho menos, que la imaginación sea prescindible o que debamos desecharla. Las ficciones o fantasías son conocimiento también, pero confuso, desordenado, parcial y aislado de su realidad concreta. Es el primer modo de conocer (Ibíd., §19), pero, si nos quedáramos con la imaginación única y exclusivamente, no conoceríamos a fondo ninguna cosa.

El entendimiento, por su cuenta, puede definirse por vía negativa. Es decir, recordando que su opuesto es la imaginación, la cual acabamos de detallar. De este modo, habría que aclarar de inmediato que, con su esfuerzo, se logra poseer ideas claras y distintas ―lo contrario a confusas o inadecuadas― que son formadas por el alma ―en vez de surgir a partir de los movimientos del cuerpo (TIE, §91)―. La duda no tiene cabida en el entendimiento, cabe destacar, porque la misma surge de investigar las cosas sin orden (Ibíd., §80). Y esta sería otra diferencia vital entre la imaginación y la intelección: la primera conoce parcialmente (como ya expusimos), pero la segunda conoce concreta, clara y verdaderamente, es decir, conoce las cosas por sus primeras causas (Ibíd., §70). Y, así, es que Spinoza puede decir que el orden del entendimiento debe estar acorde al de la Naturaleza (Ibíd., §95 y §99), o, con sus palabras: «el orden y conexión de las ideas es el mismo que el orden y conexión de las cosas» (E, II, p7). Pero si todavía no queda explícito por qué deben diferenciarse, dejemos que el propio autor aclare la relevancia del asunto: 

cuando no distinguimos entre imaginación e intelección, pensamos que aquello que imaginamos más fácilmente, es más claro para nosotros, por lo que creemos entender lo que imaginamos. De ahí que anteponemos lo que hay que posponer, y se trastrueca así el verdadero orden de avanzar en el conocimiento y no se llega a ninguna conclusión correcta.
Tratado de la reforma del entendimiento (TIE), §90

### Ontología

#### Infinitud de la sustancia
Sin dejar de lado lo dicho anteriormente respecto al entendimiento y la imaginación, cabe señalar que esta última no deja de presentar dificultades a superar. Un ejemplo claro de esto es cómo aparecen en la imaginación las cosas: compuestas de partes, múltiples y divisibles. Mientras que, tal y como las concibe el entendimiento, que corresponde con la realidad, las mismas cosas son: infinitas, únicas e indivisibles.
Todo lo existente en el universo es efectivamente infinito, desde una hormiga hasta una galaxia. Pero esto necesita aclararse, de modo que tengamos en consideración los sentidos que maneja Spinoza en relación con dicha palabra:
1. Infinito por propia naturaleza y definición, porque no tiene límites. Solo se comprende, no se imagina (Ep., carta 12).
2. Mal infinito, que no tiene límites no por esencia, sino por causas externas. Aquello cuyas partes no pueden explicarse con números a pesar de que están limitadas (ídem).

La justificación por la que nuestro autor prefería el (1) en vez del (2) la expone de manera sencilla cuando plantea que el problema que siempre se presenta es que intentamos imaginarlo todo. Es decir, que nos enfrascamos en ver las cosas como compuestas de partes y, por lo tanto, como divisibles. En este caso específico, la suposición engañosa, ficticia y dudosa es la de un infinito medible y compuesto de fragmentos finitos (E, I, prop. 15, esc.). Pero de aquí se siguen varios absurdos (ídem), de modo que una primera conclusión firme es que (1) no puede medirse y no puede estar compuesto de cosas finitas (ídem). Pues, aunque parezca redundante avisarlo, (2) es aquel que se expresa como sumatoria de partes. El que prefiere Spinoza, que se trata de (1), es el concebido por el entendimiento única y exclusivamente, de modo que no se imagina (Ep., carta 12).
Faltaría saber, pues, cómo es que todas las cosas son infinitas, aunque tengan existencias determinadas. Y cómo es posible que sean únicas e indivisibles. Pero estas tres cualidades que el entendimiento nos permite concebir, se pueden dar en diferentes grados. Por ello es vital hacer referencia directa a aquello que posee todas las cualidades o atributos en grado sumo, es decir, Dios, la Naturaleza o la sustancia. Esta última es definida como aquello cuya esencia implica necesariamente su existencia, de modo que es causa de sí mismo (E, I, prop. 8, dem.). Dios es esto efectivamente, pero se le describe mejor como un «ser absolutamente infinito que consta de infinitos atributos» (E, I, def. 6).
Ahora bien, la explicación referente a por qué hay un solo Dios y no varios, es resumible teniendo en cuenta, en primer lugar, que fuera del entendimiento solo hay «sustancias», sus atributos y sus afecciones ―modos (E, I, prop. 4)―, y, en segundo lugar, concibiendo hipotéticamente cómo se distinguirían dos o más sustancias, si existieran efectivamente. De esta manera, se intuye que se distinguirían por sus atributos o sus afecciones. Si fuera el primer caso, entonces no habría dos sustancias que compartieran la misma cualidad principal (E, I, prop. 5), de modo que todas serían radicalmente distintas de las demás ―como las mónadas de Leibniz―, y el orden y conexión de la realidad y del entendimiento no sería posible que concordara; pues este último, a pesar del progreso que es capaz de lograr, es limitado. Si fuera el segundo caso, entonces, todas las sustancias serían una; porque, recordando el principio de identidad de los indiscernibles: A = A y A ≠ B… O, lo que es lo mismo: como todas las sustancias son anteriores a sus afecciones (ídem), lo que tienen de fundamental sería igual en todas, y, por lo tanto, no podrían pensarse varias.
La infinitud de la sustancia la prueba Spinoza de dos maneras: por un lado, establece que la posibilidad de que la misma exista como finita, pero eso requeriría que otra sustancia con su misma naturaleza ―mismos atributos (ídem)― le sirviera de límite (E, I, prop. 8, esc. I). Esto, sin embargo, es lo primero que se descartó al decir que solo hay un Dios. Y, por el otro, explica además que un ser infinito es «afirmación absoluta de la existencia de cualquier naturaleza» (ídem), de modo que dicho ser contiene en su seno todo lo que es necesario que tenga vida en algún momento (E, I, prop. 29).
La indivisibilidad, también de dos maneras: sus «partes» conservarían la infinitud o no. Si es el primer caso, entonces habría varias sustancias, pero, de nuevo, fue lo primero en descartarse por absurdo (E, I, prop. 13, dem.). Si es el segundo, podría dejar de ser (ídem). Entonces añade otra distinción: una «parte» de una sustancia sería a su vez una sustancia finita, pero eso es contradictorio con su definición (E, I, prop. 13, esc.).
Para responder la cuestión sobre las existencias infinitas y determinadas, habría que añadir que los atributos de Dios expresan su esencia (E, I, prop. 19, dem.), y, como la eternidad pertenece a la naturaleza de la sustancia, sus cualidades principales y fundamentales también lo son (ídem). Entonces, como las existencias determinadas son los modos o afecciones de esos atributos, también comparten su infinitud, indivisibilidad y unicidad, claro que en grados menos perfectos.
Lo que queda por decir es bastante. Porque aceptar la infinitud de la sustancia implica, por ejemplo, asumir que todo lo que existe son modos de la misma, que ella es causa inmanente, que tiene infinitos atributos aunque solo la conozcamos mediante dos solamente (pensamiento y extensión), que es causa libre y a su vez es el ser más determinado que existe, etc. Pero todos los efectos de comprometerse con el panteísmo de Spinoza están contenidos o implícitos en la siguiente cita, que él mismo repite en varios apartados: «Todo cuanto es, es en Dios, y sin Dios nada puede ser ni concebirse» (E, I, prop. 15).

#### Concepto de expresión
Es famosa la errónea atribución a Einstein de la frase según la cual «todo es relativo», cuya malinterpretación ha sido objeto de ironía por los absurdos que aparentemente supone. Esto desde un peculiar sentido, claro está: el relacionado al ámbito de la lógica —donde se reconoce algo como verdadero o como falso—. Según dicha perspectiva, que todo sea relativo sería lo mismo que decir que no hay verdades innegables o absolutas, y, por tanto, que no hay conocimiento seguro o estable posible sobre nada. Con lo que, siguiendo la idea cartesiana del árbol o edificio del saber, atacando los fundamentos se caería todo. De modo que la ciencia y la filosofía serían no solo inútiles, sino que, además, serían imposibles.
Si no hubiese verdades que pudiesen conocerse y entenderse, cualquier discusión o investigación estaría destinada al fracaso. Estaríamos ensimismados en un mundo de opiniones, cada uno atrapado en la particular disposición de su cerebro (E, I, ap.). Y el diálogo sería una ficción, pues cada uno tendría su verdad propia que no podría ser criticada, sino únicamente respetada por los otros; ya que, como todos sabrían y repetirían, «todo es relativo, y la verdad que el otro expone como suya es inconmensurable». Es el riesgo que señalaban y tomaban desde la antigüedad los sofistas, que, en otra frase maestra —de esas que muestran la situación del pensamiento en una época— lo resumían maravillosamente: «el hombre es medida de todas las cosas».
La frase de Einstein no fue expuesta con este sentido en que la habrían imaginado los sofistas y Descartes, que es, además, el mismo que expone la mayoría de la gente que la conoce y la repite como una excusa para decir cualquier cosa por absurda que sea. Que todo sea relativo debe entenderse, simple y llanamente, como «todo está relacionado o conectado», añadiendo la precisión de que ese «todo» abarca lo que existe exclusivamente. De modo que, desde esta otra perspectiva, se habla del ámbito metafísico: donde se reconoce algo como existente en cuanto necesario y como inexistente en cuanto imposible (CM, 240/25, cap. III). El asunto no se reduce, pues, a si esto o aquello es verdadero o falso.
Así pues, todo lo que es real —desde una estrella, un planeta o una piedra, hasta cualquier animal u hombre, y todo lo que todavía no se conoce pero está ahí—, por mucho que cueste imaginarlo y entenderlo, está relacionado entre sí. Cada existente está conectado a todos los demás; el universo entero sería como una inmensa telaraña, donde lo que afecta a uno también lo sienten los demás. Para entender esto, sin embargo, hay que exponer otras cuestiones: Spinoza, a diferencia de Descartes, no se refirió a Dios como un mero asilo frente al solipsismo, sino que lo concebía como el fundamento de todo lo que existe (E, I, p25, esc.). Esto, es preciso aclararlo inmediatamente, no se trata de la figura de creador o demiurgo que la tradición religiosa asigna a su deidad (E, II, p3, esc.).
El filósofo neerlandés se refería, en primer lugar, a que la sustancia es lo único que existe necesariamente —en cuanto imposible que fuese de otro modo— (E, I, p11, dem.) en sí misma y por sí misma, de modo que es su propio sustento (E, I, p8, esc. II). Es decir, que no necesita de nada más —ninguna causa externa (E, I, p11, esc.)— para existir, sino que se basta a sí misma (E, I, p7, dem.). Es su propia causa, lo que se denomina causa sui (E, I, def1). Y, en este sentido, se entiende que todo lo que sí necesite una causa externa que sustente su existencia debe estar fundamentado en —o causado por— la sustancia (E, I, def5). Esta es identificada completa y enteramente con Dios, de modo que realmente es el que conserva todo lo que existe (E, I, p15, dem.). Pero no es el mismo de la tradición religiosa, porque la divinidad no crea solamente lo que le place —es decir, no elige qué posible llega a existir—, sino que todo lo que no es absurdo o imposible existe (E, I, p33, esc. II). Así se muestra su poder o potencia de obrar (ídem).
Falta decir que, para Spinoza, solo había una sustancia, y esa era Dios o la Naturaleza (E, I, p5, dem.). Todo lo que existe, entonces, desde la piedra al hombre, no tienen su ser en sí y por sí mismo. Su existencia depende de causas externas, y, por lo tanto, como son cosas creadas, dependen de lo único que existe en cuanto causa sui. Aparte de creadas, entonces, ¿qué distingue las cosas de Dios? Valga la redundancia en el punto primordial: en que no somos sustancia; somos, en verdad, derivados de ella. El filósofo neerlandés, para explicarse, distingue entre la sustancia, sus atributos y sus modos. La primera es lo único que tiene su existencia por causa sui (E, I, def3); los segundos se refieren a las definiciones esenciales de la sustancia (E, I, def4); y los terceros, a sus maneras de manifestarse particular y determinadamente (E, I, def5).
Dios o la sustancia hacen referencia, entonces, a la existencia misma, que es eterna e infinita (E, I, p8, esc. II). En este sentido, es absoluto e indeterminado, porque puede manifestarse asimismo de infinitas maneras (E, I, p16, dem.). De modo que la divinidad no puede imaginarse de ninguna forma, pues eso sería limitarlo, reducirlo, quitarle su dignidad y legitimidad en cuanto fundamento de todo lo existente. De todo lo dicho se sigue a su vez que cualquier cosa creada, por provenir de la misma causa sui, tiene en su propia constitución algo de divino. Por ello, cada cosa es expresión o manifestación de la Naturaleza o de Dios. Nada es indigno de su infinitud (E, I, p15, esc.) ni de su perfección —de su realidad—.
Lo que, con todas sus letras, sería diferenciar el que, si bien Dios o la sustancia pueden entenderse absoluta e indeterminadamente sin hacer referencia a los modos que se derivan de su existencia, lo cierto es que todas las cosas creadas son en Dios y se conciben por él (E, I, p15, dem.); de modo que todas las cosas, desde la hormiga o la bacteria hasta el hombre, son divinas en tanto expresiones de la sustancia —la manera de entenderla particular y determinadamente— (E, II, p7, esc.). La naturaleza, entonces, es la misma en todas partes (E, III, pref.).

#### Relación alma-cuerpo
Dios, en cuanto infinito, posee a su vez infinitos atributos o definiciones esenciales (E, I, def6). Pero solo es entendible para el hombre en función de solamente dos de ellos: pensamiento (E, II, p1, dem.) y extensión (E, II, p2). Y esto, tomando en cuenta el concepto de expresión, quiere decir que el orden y conexión de las ideas —ámbito del primer atributo— es el mismo que el orden y conexión de las cosas —ámbito del segundo— (E, II, p7, cor.), pues se sustentan en el mismo fundamento: la Naturaleza o la sustancia. Del mismo modo, el individuo en su particularidad puede entenderse a sí mismo definiéndose a través del pensamiento, diciendo, pues, que tiene alma; o desde la extensión, diciendo que tiene cuerpo (E, II, p13, cor.). Ambas son una y la misma cosa vista de distintas maneras (E, II, p7, esc.).
Antes de proseguir, habría que aclarar que cada vez que hemos hablado de individuo, nos hemos referido a uno compuesto de varios cuerpos (E, II, p13, esc. post. I). Sobre estos últimos, el filósofo neerlandés aclara que conociendo su naturaleza —ámbito de la extensión— es que se puede distinguir la perfección o realidad de las distintas ideas que son los conceptos de cada uno de los mismos —ámbito del pensamiento— (E, II, p13, esc.). Enfocándose, pues, en los cuerpos —que implican un solo atributo divino: la extensión— aclara que se distinguen entre sí por su movimiento o su reposo, y no por su sustancia (Ibíd., lema I), ya que Dios o la Naturaleza es la única que existe propiamente hablando. Si hubiese más de una sustancia, tendría que ser producida por otra cosa, lo cual es un absurdo (E, I, p6, cor.) por su propia definición como causa sui.
Siguiendo con la idea de individuo compuesto, Spinoza consideraba que varios cuerpos podían agruparse en cuanto que moviéndose unos a otros según una cierta relación (E, II, p13, esc. def.). Además, esa unión de cuerpos conservaría su naturaleza incluso si los cuerpos que la componen cambiaran, porque lo relevante es la relación de movimiento y de reposo que se haya establecido desde el comienzo (Ibíd., lema IV). El compuesto, entonces, puede verse afectado y cambiar de infinitas maneras, siempre conservando su naturaleza (Ibíd., lema VII). Esto es entendible si se recuerda que los cuerpos, al igual que las ideas, son ante todo modificaciones de la sustancia, pero no son ella misma (E, I, p8, esc. II). De modo que, de nuevo, «toda la naturaleza es un solo individuo, cuyas partes —todos los cuerpos— varían de infinitas maneras, sin cambio alguno del individuo total» (E, II, p13, lema VII, esc). Se puede ver ahora por qué especificar qué implicaba ser individuo compuesto.
La idea del alma humana, por su lado, implica la existencia de un cuerpo (E, II, p13, dem.). Si también se refiriera a otra cosa, debería producirse un efecto y revelarse la idea asociada al mismo. Pero, como esto no sucede así, se puede decir que el alma tiene como objeto un cuerpo (ídem), y, en el caso del hombre, no solo lo posee sino que, además, existe tal y como lo siente (E, II, p13, cor.). Pero alma y cuerpo, dado que son una y la misma cosa, no son dos imperios que tratan de conquistarse mutuamente. Es simple y llanamente imposible que se influyan, ya que cada uno se refiere a atributos distintos de la sustancia. Así como en el caso de los cuerpos nada los lleva a moverse o quedarse en reposo sino la influencia de otros cuerpos —otros modos de la extensión— (Ibíd., lema III, cor.), nada puede llevar al alma a pensar sino otros modos el pensamiento (E, III, p2, dem.).
Esto no quiere decir, sin embargo, que cuerpo y alma estén separados entre sí y sean independientes el uno del otro. Ambos son la misma cosa expresada de maneras distintas: el objeto y su definición (E, II, p13, dem.). De este modo, se puede reconocer que el orden de las acciones y pasiones del cuerpo es el mismo de las acciones y pasiones del alma (E, III, p2, esc.). Si se insistiera en seguir analizando el asunto —es decir, en separar lo que está unido—, podría mostrarse la íntima identificación entre el modo del pensamiento con el modo de la extensión, trayendo a colación a aquellos que defienden que, si el alma es inepta para pensar, entonces el cuerpo no se movería (ídem). Creen demostrar así un dominio de la primera sobre el segundo; pero es conveniente voltear el argumento para explicar que, de la misma manera, si el cuerpo no se moviera, el alma no podría pensar (ídem). Para decirlo con todas las letras: no es posible que exista un cuerpo humano sin alma ni alma humana sin cuerpo.
Y si todavía no quedara claro que el alma no domina el cuerpo ni viceversa, con Spinoza habríamos de recordar que «nadie ha determinado lo que puede el cuerpo» ―lo que puede deducirse de su naturaleza― (ídem), de modo que no pueden explicar todas su funciones, y esto se constata en que el mismo «puede hacer muchas cosas que resultan asombrosas a su propia alma» (ídem). Esto sin mencionar lo que está implícito detrás de lo dicho hasta ahora: como todo es en Dios y se concibe por él (E, I, p15, dem.), se sigue que todo existe necesariamente (E, I, p33, esc. II). De modo que las acciones y pasiones del hombre siguen un orden estricto, inevitable e inviolable, y por eso el filósofo neerlandés puede tratarlos como si fuese «cuestión de líneas, superficies o cuerpos» (E, III, pref.). Quienes se empeñan en considerarse a sí mismos como libres lo hacen porque son conscientes de sus acciones y por no tener en cuenta las causas que las determinan (E, III, p2, esc.). Lo que Jorge Luis Borges expresaba de manera precisa al decir: «nuestra ignorancia de la compleja maquinaria de la causalidad» (Nueve ensayos dantescos). Así, lo que llamamos «decisión» en el ámbito del pensamiento es una «determinación» en el ámbito de la extensión (E, III, p2, esc.). Spinoza, de nuevo, nos hace afrontar la realidad tal y como es: 

quienes creen que hablan, o callan, o hacen cualquier cosa, por libre decisión del alma, sueñan con los ojos abiertos
Ética demostrada según el orden geométrico (E), III, p2, esc.

#### Conatus
El conatus es un tema central en la filosofía de Benedicto Spinoza. Según él: «Cada cosa se esfuerza, cuanto está a su alcance, por perseverar en su ser» [Unaquaeque res, quantum in se est, in suo esse perseverare conatur] (E, III, p6). Spinoza presenta algunas razones para creer esto. Primero, las cosas particulares son modos de Dios, lo que significa que cada uno expresa el poder de Dios de una manera particular (E, III, p6, dem.). Además, nunca podría ser parte de la definición de Dios el que sus modos se contradigan entre sí (E, III, p5); cada cosa, por lo tanto, «se opone a todo lo que puede quitarle su existencia» (E, III, p6, dem.). Spinoza formula esta resistencia a la destrucción en términos de un esfuerzo por seguir existiendo, y conatus es la palabra que usa con más frecuencia para describir esta fuerza.
Esforzarse por perseverar no es simplemente algo que una cosa hace, además de otras actividades que podrían suceder. Más bien, el esfuerzo no es «nada más que la esencia real de la cosa» (E, III, p7). Spinoza también usa el término conatus para referirse a conceptos rudimentarios de inercia, como lo había hecho Descartes anteriormente. Dado que una cosa no puede ser destruida sin la acción de fuerzas externas, el movimiento y el descanso también existen indefinidamente hasta que se perturba.
El hombre también se podría definir por el conatus. Referido al alma es voluntad (voluntas); pero, cuando va referido al alma y al cuerpo a la vez, lo llama apetito (appetitus). Por otra parte, el deseo (cupiditas) es «el apetito acompañado de la conciencia de sí mismo» (E, III, p9.); que es, podría decirse, la esencia del hombre «en cuanto es concebida como determinada a hacer algo en virtud de una afección cualquiera que se da en ella» (E, III, def. afec.). El deseo es la idea que tenemos del apetito, el cual cuando somos conscientes de la disminución de nuestra potencia de actuar, nuestro conatus, produce el afecto (afectum) de tristeza. En cambio, la alegría «es una pasión por la que el alma pasa a una mayor perfección» (E, III, p11.) cuando somos conscientes del aumento de nuestra potencia.

#### Causalidad
Aunque el Principio de razón suficiente se asocia más comúnmente con Gottfried Leibniz, podría decirse que se encuentra en su forma más fuerte en la filosofía de Spinoza. Dentro del contexto del sistema filosófico de Spinoza, se puede entender que el principio unifica la causalidad y la explicación. Lo que esto significa es que para Spinoza, las preguntas sobre la razón por la cual un fenómeno dado es de la forma en que es (o existe) siempre se pueden responder, y siempre se pueden responder en términos de la(s) causa(s) relevante(s). Esto constituye un rechazo de la teleología o causalidad final, excepto posiblemente en un sentido más restringido para los seres humanos. Dado esto, las opiniones de Spinoza con respecto a la causalidad y la modalidad comienzan a tener mucho más sentido.
Spinoza también ha sido descrito como un «materialista epicúreo», específicamente en referencia a su oposición al dualismo mente-cuerpo cartesiano. Esta opinión fue sostenida por los epicúreos antes que él, ya que creían que los átomos con sus caminos probabilísticos eran la única sustancia que existía fundamentalmente. Spinoza, sin embargo, se desvió significativamente de los epicúreos al adherirse al determinismo estricto, al igual que los estoicos antes que él, en contraste con la creencia epicúrea en el camino probabilístico de los átomos, que está más en línea con el pensamiento contemporáneo sobre la mecánica cuántica.[cita requerida]

#### Las emociones
Una cosa que parece, en la superficie, distinguir la visión de Spinoza de las emociones de las descripciones de Descartes y Hume es que considera que las emociones son cognitivas en algún aspecto importante. Jonathan Bennett afirma que «Spinoza vio las emociones principalmente como causadas por cogniciones. Sin embargo, Spinoza no dijo esto con la suficiente claridad y, a veces, lo perdió de vista por completo».  Spinoza proporciona varias demostraciones que pretenden mostrar verdades sobre cómo funcionan las emociones humanas. El cuadro presentado es, según Bennett, «poco halagador, teñido como está por el egoísmo universal».

### Ética
La noción de bienaventuranza de Spinoza ocupa un lugar central en su filosofía ética. Bienaventuranza (o salvación o libertad), piensa Spinoza:
consiste... en un amor constante y eterno de Dios, o en el amor de Dios por los hombres. (E, V, p36)
Y esto significa, como explica Jonathan Bennett, que «Spinoza quiere que la ‘bienaventuranza’ represente el estado más elevado y deseable en el que uno podría estar». Aquí, comprender lo que significa «el estado más elevado y deseable» requiere comprender la noción de conatus de Spinoza (léase: «esforzarse», pero no necesariamente con ningún equipaje teleológico) y que la «perfección» no se refiere al valor (moral), sino a la completitud. Dado que los individuos se identifican como meras modificaciones de la Sustancia infinita, se sigue que ningún individuo puede jamás ser «plenamente» completo, es decir, perfecto, o bienaventurado. La perfección absoluta está, como se señaló anteriormente, reservada únicamente para la Sustancia. No obstante, los meros modos pueden alcanzar una forma menor de bienaventuranza, a saber, la de la pura comprensión de uno mismo tal como uno es realmente, es decir, como una modificación definida de la Sustancia en un cierto conjunto de relaciones con todo lo demás en el universo. Que esto es lo que Spinoza tiene en mente se puede ver al final de la Ética, en E, V, p24 y E, V, p25, donde Spinoza hace dos movimientos clave finales, unificando las proposiciones metafísicas, epistemológicas y éticas que ha desarrollado a lo largo del trabajo. En E, V, p24 vincula la comprensión de las cosas particulares a la comprensión de Dios, o Sustancia; en E, V, p25, el conatus de la mente se vincula con el tercer tipo de conocimiento (intuición). Desde aquí, hay un pequeño paso hasta la conexión de la Bienaventuranza con el amor dei intelectualis («amor intelectual de Dios»).

### Política
En el aspecto político, Spinoza sigue en parte a Thomas Hobbes. Sin embargo, su doctrina tuvo gran influencia en el pensamiento del siglo xviii, ya que se le considera el iniciador del ateísmo, aunque esta afirmación no es del todo correcta.
Como filósofo, comparte con Hobbes el tema del determinismo. Sin embargo, Spinoza fue siempre, y en todos los campos, un escritor proscrito, hasta el punto de que a comienzos del siglo xix no se le reconocía, especialmente por el movimiento romántico alemán (Goethe, Jacobi, etcétera).
Dentro del ámbito de la política se le considera precursor de Jean-Jacques Rousseau.
Su pensamiento traslada la visión del mundo de Galileo, quien sostiene que el mundo se encuentra sujeto a determinadas leyes, por lo que buscará cuáles son las que regulan la sociedad. En este punto coincide en parte con Descartes y Hobbes, pero con la singularidad de que Spinoza, además, busca las leyes que rigen la moral y la religión. Así, se introduce tanto en la moral como en la religión, intentando introducir la razón en ambas esferas, para lo que usa un método racional.
En su Ética demostrada según el orden geométrico, Spinoza habla de Dios, del ser humano y del puesto que el hombre ocupa dentro de la naturaleza. Para él, la forma correcta de entender a los hombres es como una parte más de la naturaleza, y las acciones humanas no se deben analizar con criterios morales, sino como partes necesarias de leyes que rigen el cosmos; esto es, existen leyes universales de la naturaleza a las que los hombres están sujetos, por lo que no se puede afirmar que el hombre es totalmente libre. Siguiendo este planteamiento se encuentra una de sus afirmaciones más importantes y que más problemas le trajo, a saber: los valores son creaciones humanas arbitrarias.
En el tema político, el filósofo reivindica la democracia más amplia posible, aunque dentro de esta no incluye explícitamente a las mujeres, a quienes plantea si deben tener o no derechos políticos, cosa que no tiene muy clara; finalmente se inclina por sostener una inferioridad innata de las mujeres, y afirma que el mejor gobierno es de los hombres. No obstante, deja una puerta abierta al reconocimiento de las mujeres, diciendo finalmente que sí son iguales a los hombres, que sí pueden gobernar, pero que lo mejor es evitar el tema, ya que puede generar conflictos.
Según su pensamiento político, el fin del Estado es hacer a todos los hombres libres, lo que significa que el hombre no debe ser un autómata.

## Recepción

### ¿Panteísta, panenteísta o ateo?

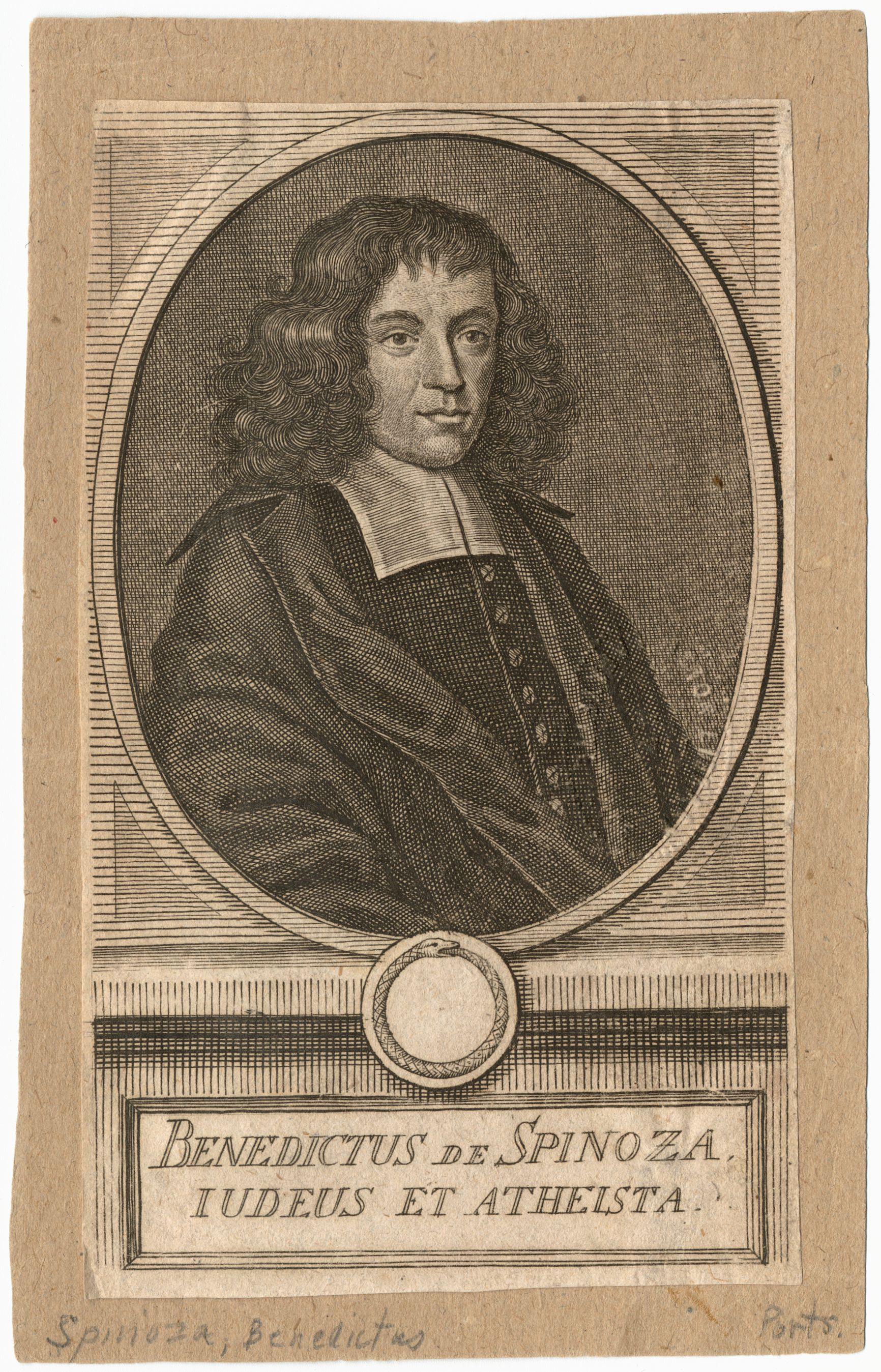
Una representación prejuiciosa del filósofo en forma de grabado, refiriéndose a Spinoza ―en latín― como «judío y ateo».

Poco después de su muerte acaecida en 1677, las obras de Spinoza se colocaron en el Index librorum prohibitorum de la Iglesia católica. Pronto aparecieron otras condenas, como la de Aubert de Versé en su obra L'Impie convaincu, ou Dissertation contre Spinoza (1685). Según su subtítulo, en la obra «se refutan los fundamentos del ateísmo [de Spinoza]». Johann Franz Buddeus le denominó como «el atheorum nostra aetate princeps» (el gran príncipe de los ateos de nuestros tiempos). Pierre Bayle en su Dictionnaire historique et critique afirmaba que Spinoza era el primer ateo sistemático: «Il a été un athée de système, et d’une méthode toute nouvelle, quoique le fond de sa doctrine lui fût commun avec plusieurs autres philosophes anciens et modernes, européens et orientaux».
Es creencia común que Spinoza equiparaba a Dios con el mundo material. Como consecuencia, el filósofo ha sido considerado entre los mayores exponentes del panteísmo. Pero, en una carta dirigida a Henry Oldenburg, le expone: «respecto a determinadas personas que asumen que yo identifico a Dios y a la Naturaleza (por la cual entienden cierta masa o materia corpórea) como una y la misma cosa, están totalmente equivocados» (Ep 73). Para Spinoza, cada individuo conoce el Universo a través de los atributos de pensamiento y extensión (E, II, p1-2), siguiendo el orden y conexión de las ideas, que es el mismo en las cosas (E, II, p7). De la esencia de Dios (E, I, p20, dem.), por otra parte, se siguen una infinidad de otros atributos y modos (E, I, p16, dem.), pero el entendimiento humano no puede abarcarlos sino de manera «parcial e inadecuada» (E, II, p11, cor.).
Según el filósofo alemán Karl Jaspers (1883-1969), cuando Spinoza escribía Deus sive natura («Dios o la Naturaleza»), implicaba que Dios es natura naturans (la naturaleza creadora), y no natura naturata (la naturaleza creada). Defendía, además, sobre este sistema filosófico, que Dios y la Naturaleza no son términos intercambiables, sino que la transcendencia de la esencia divina se expresa en la infinidad de sus atributos, y que los dos atributos conocidos por los humanos —pensamiento y extensión— expresan la inmanencia de Dios. Pero, desde la perspectiva del filósofo alemán, incluso limitado a los atributos recién mencionados, Dios no puede ser identificado estrictamente con nuestro mundo. Según Jaspers, el lema panteísta «uno y todo» sería válido para Spinoza solamente si «uno» mantuviera su transcendencia y «todo» fuera interpretado como la totalidad de las cosas finitas.
Martial Guéroult (1891-1976) sugirió que el término «panenteísmo» pudiera describir mejor que «panteísmo» la visión de Spinoza sobre la relación entre Dios y el mundo. El mundo no es Dios, pero es, en un sentido bastante determinado, en Dios. No solamente todas las cosas finitas tienen su causa en Dios: no pueden ni ser concebidas sin Dios. Sin embargo, el filósofo estadounidense panenteísta Charles Hartshorne (1897-2000) insistió en que la visión de Spinoza se describiría mejor con el término de «panteísmo clásico».
En 1785, Friedrich Heinrich Jacobi publicó una condena del panteísmo de Spinoza, después de que corriera la voz de que Gotthold Lessing hubiera confesado antes de morir ser un «spinoziano» —entendido en la época como un sinónimo de «ateo»—. Jacobi afirmaba que la doctrina de Spinoza era puro materialismo, porque declaraba que la Naturaleza y Dios no son nada más que extensión. Esto, según Jacobi, era el resultado del racionalismo típico de la Ilustración y solo podía llevar al ateísmo absoluto. Moses Mendelssohn estaba en desacuerdo con esta interpretación, y afirmaba que no hay diferencia real entre teísmo y panteísmo. Este tema se convirtió en uno de los mayores debates intelectuales y religiosos de la civilización europea de la época.
Para los europeos de la segunda mitad del siglo xviii, la filosofía de Spinoza resultaba particularmente atractiva porque constituía una alternativa al materialismo, el ateísmo y el teísmo. Tres eran las ideas de Spinoza que más les atraían:
- la unidad de todo lo existente;
- el orden y conexión de todo lo que sucede;
- y la identidad entre el alma y Dios.[68]

En 1879 había quienes elogiaban el panteísmo de Spinoza; no obstante, otros todavía lo consideraban alarmante y peligroso. Las palabras de Spinoza referentes a «Dios o la Naturaleza» (Deus sive Natura) sugerían una deidad viva, natural, en contraste con la «causa primera» de Isaac Newton y el materialismo mecanicista de Julien Offray de La Mettrie (1709-1751) en su obra El hombre máquina (L'homme machine). Coleridge y Shelley vieron en la filosofía de Spinoza una religión de la Naturaleza, y Novalis le llamó «el hombre intoxicado de Dios». Shelley se inspiró en Spinoza para escribir su ensayo La necesidad del ateísmo.
Spinoza fue considerado ateo porque no hablaba de Dios de la misma manera en que lo hacía la tradición monoteísta judeocristiana. Como expresa Frank Thilly en su interpretación:  «[…] niega claramente que Dios pueda tener personalidad o consciencia; […] no tiene ni inteligencia, ni sensibilidad, ni voluntad; no actúa según finalidades, sino que todo resulta necesariamente de su naturaleza, según la ley […]». Por lo tanto, el Dios distante e indiferente de Spinoza es la antítesis del concepto de un Dios antropomorfo y paterno que se interesa por el destino de la humanidad.
Según la Stanford Encyclopedia of Philosophy, el Dios de Spinoza es un «intelecto infinito» (E, II, p11, cor.), omnisciente (E, II, p3) y capaz de apreciar a los hombres en la medida en que se ama a sí mismo (E, V, p36, cor.). Es en este sentido en que Spinoza expone el amor intelectual divino ―amor intelectualis Dei― como el bien supremo para los hombres (E, V, p20, dem.), en cuanto que mientras «más conocemos las cosas singulares, tanto más conocemos a Dios» (E, V, p24). Lo que implica consecuentemente que, cuando más se aproxima el entendimiento humano a la deidad, alcanza un «conocimiento adecuado de la esencia de las cosas» (E, V, p25, dem.) ―totalmente opuesto al inadecuado y parcial (E, II, p11, cor.)―.
Sin embargo, el tema es complejo. El Dios de Spinoza no tiene libre arbitrio (E, I, p32, cor. 1), no tiene objetivos ni intenciones (E, I, ap.). Por otra parte, el filósofo hace énfasis en que «si el entendimiento y la voluntad pertenecen a la esencia eterna de Dios, entonces [han de ser] algo distinto de lo que ordinariamente entienden los hombres» (E, I, p17, esc.).
Steven Nadler, intérprete del autor de la Ética (E), sugiere que la respuesta al dilema del supuesto ateísmo atribuido a Spinoza depende de la definición que se tome como punto de partida para la discusión. Si el panteísmo se asocia con la religiosidad, entonces el filósofo neerlandés no lo es. Ya que, según este mismo pensador, nuestra actitud hacia Dios no debería ser la disposición religiosa de refugiarse en su voluntad ―«ese asilo de ignorancia» (E, I, ap.)―, sino, por el contrario, el estudio filosófico objetivo y racional; es decir, el amor por el saber, pues «suprimida la ignorancia, se suprime la estúpida admiración» (ídem). La inclinación religiosa lleva a vivir bajo la fluctuación entre la esperanza y el miedo (E, III, p50, esc.), frente a la fortuna, que a su vez conduce a la superstición y a la ruina del hombre en tanto se «[disfraza], bajo el especioso nombre de religión, el miedo con el que se los quiere controlar, a fin de [que luche] por su esclavitud, como si se tratara de su salvación» (TTP, pref.).

El sello personal que usaba Spinoza en su correspondencia.

### Comparación con las tradiciones filosóficas orientales
Varios autores han discutido el parecido entre el pensamiento de Spinoza y las tradiciones filosóficas orientales. El experto en sánscrito Theodor Goldstücker fue uno de los primeros, en el siglo xix, en subrayar las similitudes entre el pensamiento de Spinoza y la escuela tradicional india Vedanta. Goldstücker escribió que:

[…] un sistema filosófico occidental que ocupa un lugar fundamental entre las filosofías de todas las épocas y naciones, y que es [hasta tal punto] una representación tan exacta de las ideas de la escuela de pensamiento clásico indio Vedanta que podríamos sospechar que su autor hubiese copiado sus principios fundamentales de los hindúes, si su biografía no nos asegurara su total desconocimiento de sus doctrinas.

Estoy hablando de la filosofía de Spinoza, un hombre cuya propia vida es una representación de esa pureza moral e indiferencia ante los encantos transitorios de este mundo, actitud que es la constante aňoranza del verdadero filósofo Vedanta […].

Comparando las ideas principales de ambos sistemas, no deberíamos encontrar ninguna dificultad en demostrar que, si Spinoza hubiese sido hindú, su sistema hubiese sin duda marcado una última fase de la filosofía Vedanta.

En sus lecciones, Max Müller subrayó las sorprendentes similitudes entre la Vedanta y el sistema del filósofo neerlandés, diciendo que «el Brahmán, [tal y] como es concebido en los Upanishads y definido por Sankara, es claramente lo mismo que la “sustancia” de Spinoza». Helena Blavatsky, fundadora de la Sociedad Teosófica, también comparó el pensamiento filosófico de Spinoza con la Vedanta, y escribió en un ensayo inacabado: «[…] Dios ―natura naturans― entendido [simple] y solamente con sus atributos; y el mismo Dios ―como natura naturata― entendido como la serie infinita de modificaciones y relaciones, el flujo directo que resulta de las propiedades de esos mismos atributos. Eso es exactamente la divinidad Vedanta».

### La interpretación sobre Spinoza en los siglosXIXyXX
En la Europa de los siglos xix y xx creció el interés en Spinoza, a menudo desde una perspectiva de izquierda o marxista. Karl Marx apreció la «visión del mundo» (Weltanschauung) de Spinoza, interpretándola como materialista. Friedrich Engels escribió que «es un gran honor para la filosofía de esa época […] el que haya insistido, desde Spinoza hasta los grandes materialistas franceses, en explicar el mundo por sí mismo, dejando a la ciencia de la naturaleza del porvenir el cuidado de ofrecer las justificaciones de detalle». Pese a la citada interpretación de Marx, en una carta a Henry Oldenburg, Spinoza afirma que: «en cuanto a la opinión de ciertas personas de que identifico a Dios con la Naturaleza, tomada esta como una especie de masa o materia corpórea, están muy equivocadas».
Louis Althusser, Gilles Deleuze, Antonio Negri y Étienne Balibar ―entre otros autores― se han inspirado en la filosofía de Spinoza. La tesis doctoral de Deleuze, publicada en 1968, lo llama «el príncipe de los filósofos». Nietzsche estimaba a pocos filósofos, y Spinoza estaba entre ellos. Sin embargo, nunca leyó sus obras directamente, sino que supo de él en la Historia de la filosofía moderna, de Kuno Fischer.
El filósofo Jorge Santayana publicó un ensayo titulado «La doctrina ética de Spinoza», en la revista literaria The Harvard Monthly, luego de graduarse en la misma universidad. Posteriormente, escribió una introducción a una edición de la Ética (E) y el Tratado de la reforma del entendimiento (TIE). En 1932, Santayana fue invitado a presentar un ensayo ―publicado finalmente con el título de Ultimate Religion― en una reunión realizada en La Haya para celebrar el tricentenario del nacimiento de Spinoza. En su autobiografía, Santayana describió a Spinoza como su «maestro y modelo ejemplar» en lo que respecta al entendimiento del fundamento naturalista de la moralidad.
El físico y filósofo contemporáneo Gustavo Romero opina que, a la vista de las posibles direcciones que una concepción ontológica coherente basada en la física actual podría tomar, la intuición ontológica de Spinoza sobre una única sustancia con infinitos modos parece salir bien favorecida.

## Obra
| Título en latín                                                      | Título traducido                                                            | Abreviatura usada al citar la obra     | Año(s) de escritura | Año de publicación | Impresa con consentimiento del autor | Edición póstuma | Atribución dudosa | Completada por el autor en vida |
| -------------------------------------------------------------------- | --------------------------------------------------------------------------- | -------------------------------------- | ------------------- | ------------------ | ------------------------------------ | --------------- | ----------------- | ------------------------------- |
| Renati Descartes principia philosophiae, more geometrico demonstrata | Principios de filosofía de Descartes demostrados según el método geométrico | PPC Principia philosophiae cartesianae | —                   | 1663               | ✔                                    | ✘               | ✘                 | ✔                               |
| Cogitata metaphysica                                                 | Pensamientos metafísicos                                                    | CM                                     | —                   | 1663               | ✔                                    | ✘               | ✘                 | ✔                               |
| Tractatus theologico-politicus                                       | Tratado teológico-político                                                  | TTP                                    | —                   | 1670               | ✔                                    | ✘               | ✘                 | ✔                               |
| Tractatus de intellectus emendatione                                 | Tratado de la reforma del entendimiento                                     | TIE                                    | 1661                | 1677               | ✘                                    | ✔               | ✘                 | ✔                               |
| Ethica, ordine geometrico demonstrata                                | Ética demostrada según el orden geométrico                                  | E                                      | 1661-1675           | 1677               | ✘                                    | ✔               | ✘                 | ✔                               |
| Tractatus politicus                                                  | Tratado político                                                            | TP                                     | 1675-1677           | 1677               | ✘                                    | ✔               | ✘                 | ✘                               |
| Epistolae                                                            | Correspondencia                                                             | Ep                                     | 1661-1676           | 1677               | ✘                                    | ✔               | ✘                 | ✔                               |
| Compendium grammatices linguae hebraeae                              | Compendio de gramática hebrea                                               | Compendium                             | —                   | 1677               | ✘                                    | ✔               | ✘                 | ✘                               |
| Tractatus de Deo et homine ejusque felicitate                        | Tratado breve                                                               | KV Korte Verhandeling                  | 1660-61             | 1862               | ✘                                    | ✔               | ✘                 | ✔                               |
| Reeckening van de Regenbogen (neerlandés)                            | Cálculo algebraico del arco iris                                            | —                                      | —                   | 1687               | ✘                                    | ✔               | ✔                 | —                               |
| Reeckening van de Kanssen (neerlandés)                               | Cálculo de probabilidades                                                   | —                                      | —                   | 1687               | ✘                                    | ✔               | ✔                 | —                               |

### Correspondencia
Spinoza mantuvo correspondencia desde diciembre de 1664 hasta junio de 1665 con Willem van Blijenbergh, un teólogo calvinista aficionado, quien cuestionó a Spinoza sobre la definición del mal. Más tarde, en 1665, Spinoza notificó a Henry Oldenburg que había comenzado a trabajar en un nuevo libro, el Tratado teológico-político, publicado en 1670. Leibniz discrepó duramente con Spinoza en su propio manuscrito Refutación de Spinoza, pero también se sabe que se reunió con Spinoza en al menos una ocasión (como se mencionó anteriormente), y su propio trabajo tiene algunas similitudes sorprendentes con partes importantes específicas de la filosofía de Spinoza (ver: Monadología).
En una carta, escrita en diciembre de 1675 y enviada a Albert Burgh, quien quería defender el catolicismo, Spinoza explicó claramente su punto de vista tanto del catolicismo como del islam. Afirmó que ambas religiones están hechas «para engañar a la gente y constreñir la mente de los hombres». También afirma que el islam supera con creces al catolicismo al hacerlo. El Tractatus de Deo, Homine, ejusque Felicitate (Tratado sobre Dios, el hombre y su felicidad) fue una de las últimas obras de Spinoza publicadas, entre 1851 y 1862.

### Traducciones al español
| Año  | Libro traducido | Traductor/editor(es)                        | Editorial             | Ciudad            | ISBN              | Notas sobre la edición |
| ---- | --- | ------------------------------------------- | --------------------- | ----------------- | ----------------- | --- |
| 1966 | Obras completas | Juan B. Bergura                             | Ibéricas y L.C.L.     | Madrid            | 978-84-7083-011-2 | Traducción, notas y estudio preliminar. |
| 2011 | Obras completas | Luciano Espinosa                            | Gredos                | Madrid            | 978-84-24919-41-2 | |
| 2015 | Obras completas | Atilano Domínguez                           | viveLibro             | Madrid            | 978-84-16423-68-2 | Las obras completas de Baruch de Spinoza, incluido su epistolario y las biografías que se compusieron sobre él. No contiene el Compendio de gramática de la lengua hebrea. |
| 1958 | Ética (E) | Vidal Peña                                  | Alianza               | Madrid            | 84-206-0243-4     | |
| 1987 | Ética (E) | Atilano Domínguez                           | Trotta                | Madrid            | 978-84-9879-070-2 | |
| 2009 | Ética (E) | Oscar Cohan                                 | FCE                   | México D.F.       | 978-96-81604-97-4 | |
| 2011 | Ética (E) | Vidal Peña                                  | Trotta                | México D.F.       | 978-84-20654-97-3 | |
| 2020 | Ética (E) | Pedro Lomba                                 | Trotta                | Madrid            | 978-84-9879-784-8 | Edición bilingüe. |
| 1986 | Tratado teológico-político (TTP)                                                                                           | Atilano Domínguez                           | Alianza               | Madrid            | 84-206-0185-3     | Traducción, introducción, índice analítico y notas. |
| 1986 | Tratado político (TP) | Atilano Domínguez                           | Alianza               | Madrid            | 84-206-0219-1     | Traducción, introducción, índice analítico y notas. |
| 1989 | Tratado político (TP) | Humberto Giannini y María Isabel Flisfisch. | Universitaria         | Santiago de Chile |                   | Introducción, traducción, notas, índex latinus translationis y bibliografía.                                                                                               |
| 1988 | Tratado de la reforma del entendimiento / Principios de filosofía de Descartes / Pensamientos metafísicos (TIE / PPC / CM) | Atilano Domínguez                           | Alianza               | Madrid            | 84-206-0325-2     | Introducción, traducción y notas de tres obras de Spinoza en un solo tomo.                                                                                                 |
| 2008 | Tratado de la reforma del entendimiento (TIE)                                                                              | Boris Eremiev, Luis Placencia               | Colihue SRL           | Buenos Aires      | 978-950-563-048-6 | Edición bilingüe: latín-español. Notas y estudio preliminar. |
| 2006 | Tratado de la reforma del entendimiento (TIE)                                                                              | Oscar Cohan                                 | Cactus                | Buenos Aires      | 978-98-72100-03-2 | |
| 1968 | Tratado de la reforma del entendimiento (TIE)                                                                              | José Francisco Soriano Gamazo               | Universidad del Zulia | Maracaibo         |                   | Edición bilingüe: latín-español. |
| 1990 | Tratado breve (KV) | Atilano Domínguez                           | Alianza               | Madrid            | 84-206-0478-X     | Traducción, prólogo y notas. |
| 2005 | Compendium | Guadalupe González Diéguez                  | Trotta                | Madrid            | 978-84-81647-51-8 | Traducción, prólogo y notas. |
| 2007 | Correspondencia (Ep) | Oscar Cohan, Diego Tatián, Javier Blanco    | Colihue SRL           | Buenos Aires      | 978-950-563-041-7 | |
| 1988 | Correspondencia (Ep) | Atilano Domínguez                           | Alianza               | Madrid            | 84-206-0305-8     | Traducción, introducción, notas e índices. |
| 1988 | Correspondencia (Ep) | Juan Domingo Sánchez Estop                  | Hiperión              | Madrid            | 84-751-7236-9     | Traducción, introducción, notas e índices. |

### Portadas de sus primeras ediciones

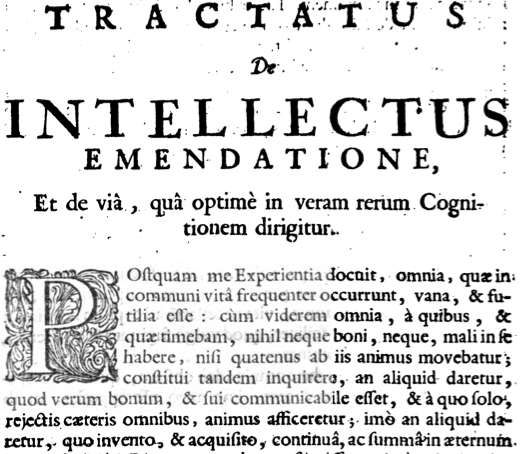
Tratado de la reforma del entendimiento (TIE)[n. 3].
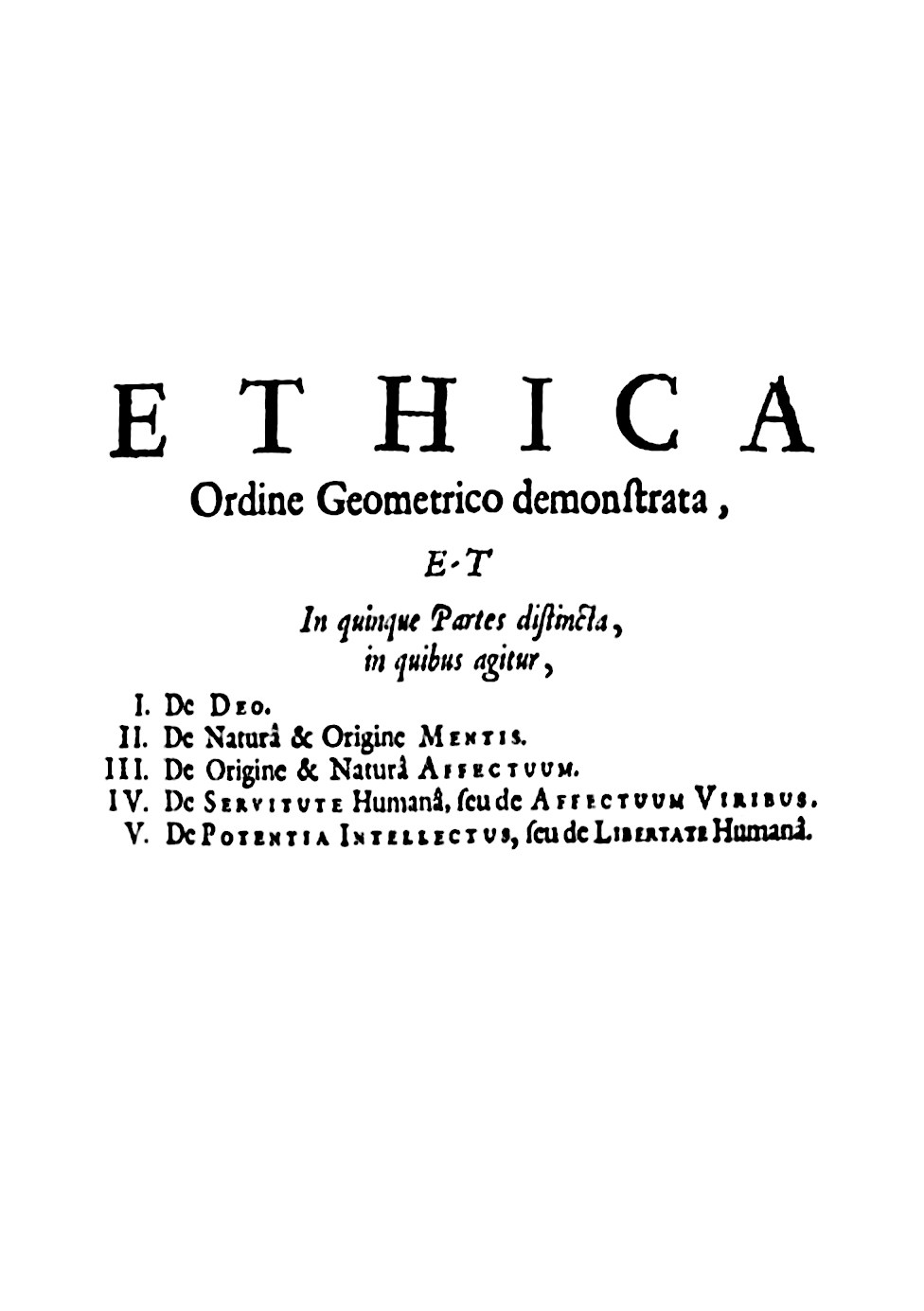
Ética (E).
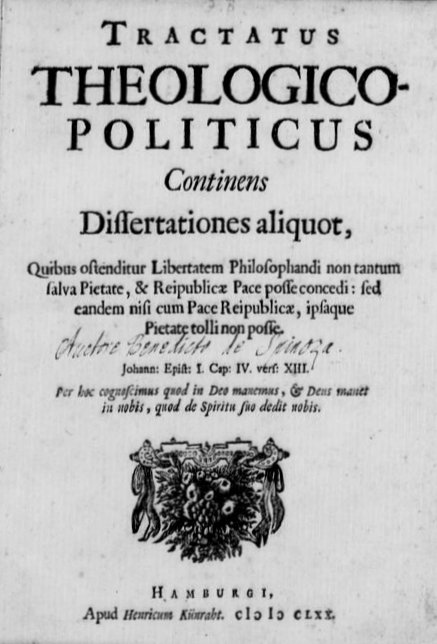
Tratado teológico-político (TTP).
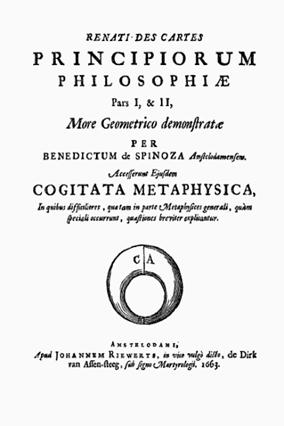
Principios de filosofía de Descartes (PPC).
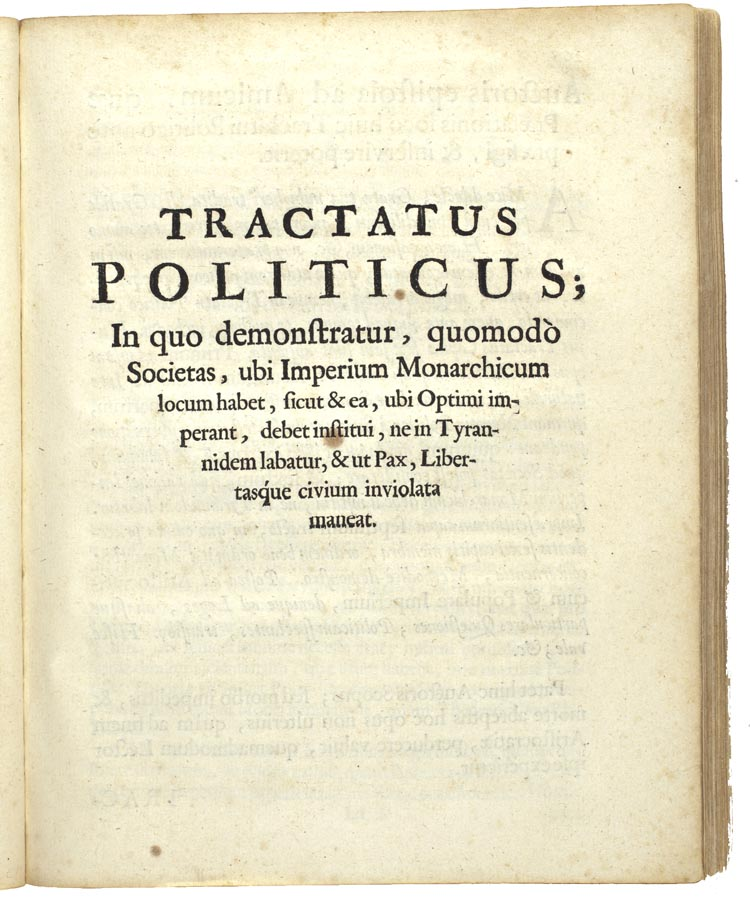
Tratado político (TP).
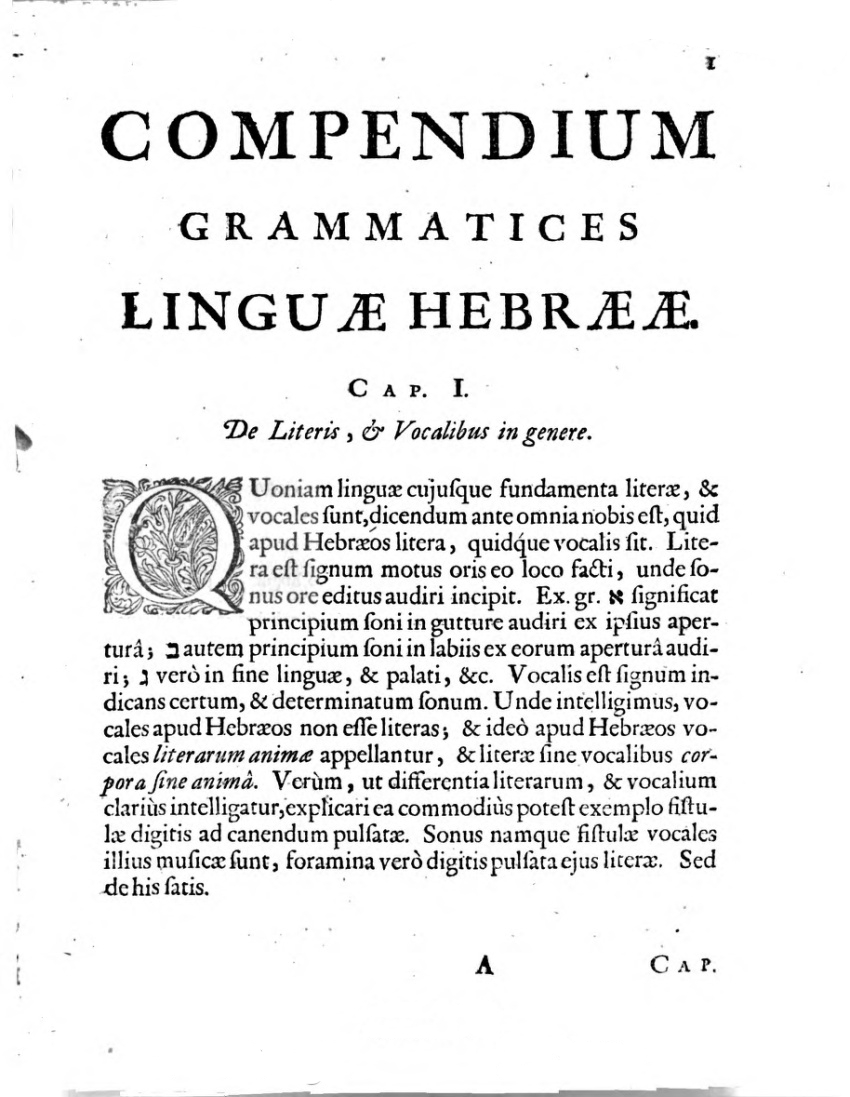
Compendio de gramática hebrea (Compendium).
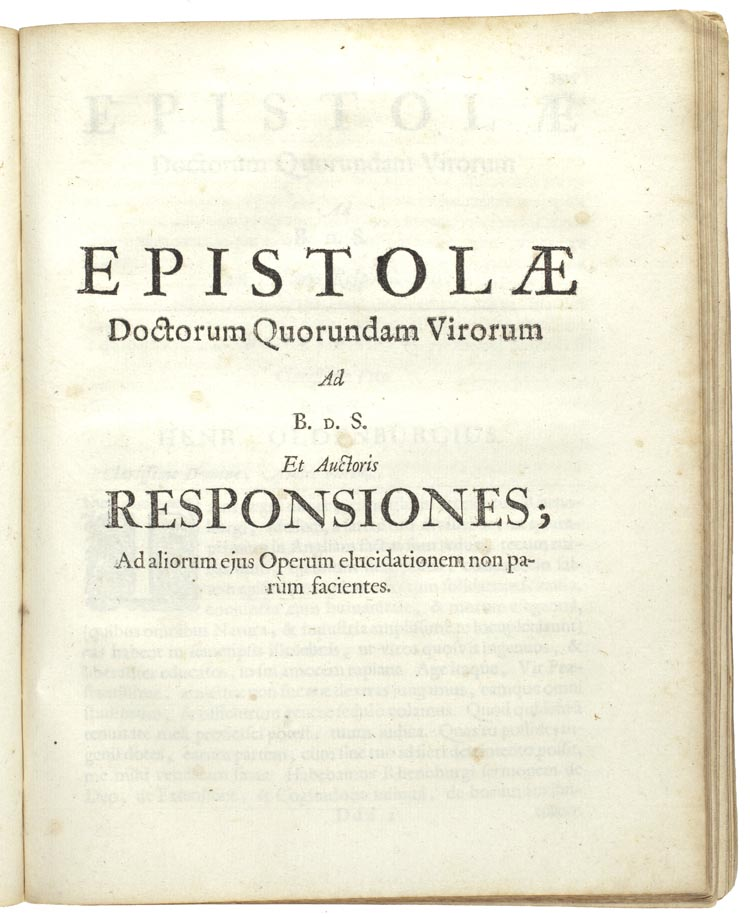
Correspondencia (Ep).
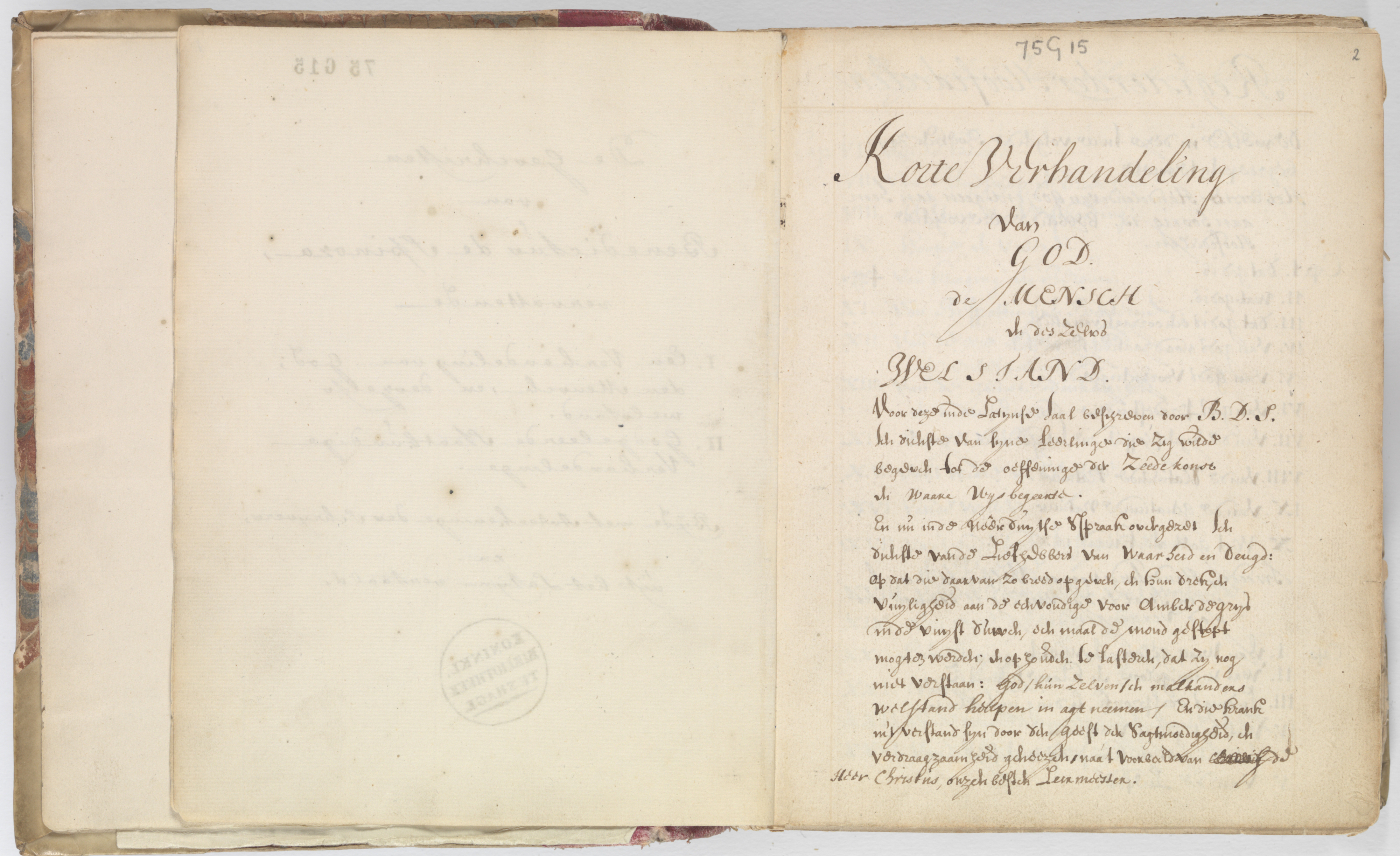
Tratado breve (KV).